# Pseudasthenes
Pseudasthenes är ett fågelsläkte i familjen ugnfåglar inom ordningen tättingar. Det inkluderades tidigare i det större släktet Asthenes. Släktet omfattar fyra arter med utbredning från Peru till södra Chile och Argentina:
- Mörkstjärtad kanastero (P. humicola)
- Patagonienkanastero (P. patagonica)
- Kaktuskanastero (P. cactorum)
- Kastanjekanastero (P. steinbachi)